# 노재원 (외교관)
노재원(盧載源, 1932년 6월 27일 일제 강점기 조선 경상남도 마산 출생 ~ 2006년 11월 29일 대한민국 서울에서 별세.)은 대한민국의 외교관이다.
그는 제23대 외무부 차관과 초대 주(駐) 중국 대사를 지냈다. 본관은 교하이며, 경상남도 마산 출신이다.
마산고등학교(馬山高等學校)를 졸업하고 1955년 서울대학교 법과대학을 나왔다. 서울대학교에 재학 중이던 1954년 고등고시에 합격하였고, 외무부 통상국에 자리하였다.
1963년 외교통상부 의전과장을 시작으로, 1979년에 외교통상부 통상국장, 1981년에 제10대 외교안보연구원 원장과 1982년 제23대 외교통상부 차관을 역임, 1984년 주캐나다 대사와 1990년 북경무역대표부 대표 등 활발한 활동을 이어나갔다.
상훈으로 1992년 청조근정훈장‧황조근정훈장‧벨기에 십자훈장‧보국훈장 국선장 등을 받았다. 묘소는 천안묘지공원에 있다.

## 약력
- 1955년: 서울대학교 법과대학 학사
- 1954년: 고등고시 합격
- 1954년: 외무부 통상국 근무
- 1963년: 외무부 의전과장
- 1967년: 외무부 북미1과장
- 1970년: 주영국 참사관
- 1974년: 주이란, 주쿠웨이트대사
- 1978년: 외무부 아중동국장
- 1979년: 외무부 통상국장
- 1980년: 외무부 기획관리실장
- 1980년: 국가보위비상대책위원회 외무위원장
- 1980년: 국가보위입법회의 입법의원
- 1981년: 외교안보연구원 원장
- 1982년: 외무부 차관
- 1984년: 주캐나다 대사
- 1988년: 외무부 본부대사
- 1990년: 북경무역대표부 대표
- 1992년: 초대 주(駐) 중화인민공화국 대사